# (7390) Kundera
(7390) Kundera est un astéroïde de la ceinture principale.

## Description
(7390) Kundera est un astéroïde de la ceinture principale. Il fut découvert en République Tchèque le 31 août 1983 à l'observatoire Klet'. Il présente une orbite caractérisée par un demi-grand axe de 2,541 UA, une excentricité de 0,209 et une inclinaison de 13,91° par rapport à l'écliptique.
Il fut nommé en hommage à l'écrivain tchèque Milan Kundera, né en 1929, auteur du roman L'Insoutenable Légèreté de l'être.

## Compléments